# Alcis imbecilis
Alcis imbecilis är en fjärilsart som beskrevs av Moore 1888. Alcis imbecilis ingår i släktet Alcis och familjen mätare. Inga underarter finns listade i Catalogue of Life.